# Why I Hate Women
Why I Hate Women je třinácté studiové album americké skupiny Pere Ubu, vydané v roce 2006. Album produkoval David Thomas.

## Seznam skladeb
| Pořadí | Název                 | Délka |
| ------ | --------------------- | ----- |
| 1.     | Two Girls (One Bar)   | 2:28  |
| 2.     | Babylonian Warehouses | 4:27  |
| 3.     | Blue Velvet           | 5:51  |
| 4.     | Caroleen              | 4:21  |
| 5.     | Flames Over Nebraska  | 2:07  |
| 6.     | Love Song             | 6:08  |
| 7.     | Mona                  | 2:47  |
| 8.     | My Boyfriend's Back   | 0:57  |
| 9.     | Stolen Cadillac       | 6:12  |
| 10.    | Synth Farm            | 3:02  |
| 11.    | Texas Overture        | 6:12  |

## Sestava
- David Thomas - zpěv
- Keith Moliné - kytara, baskytara, doprovodný zpěv
- Robert Wheeler - syntezátor, theremin
- Michele Temple - baskytara, zpěv
- Steve Mehlman - bicí, perkuse